# Edmund Frank Lind
Edmund Frank Lind, avstralski general in vojaški zdravnik, * 23. december 1888, † 2. maj 1944.
Lind je imel med svojo vojaško kariero tako zdravniške kot bojne poveljniške položaje.